# Бэрри, Том
Томас «Том» Бэрри (англ. Thomas «Thom» Barry; род. 6 декабря 1950 года, Цинциннати, Огайо, США) — американский актёр, наиболее известен ролью детектива Уилла Джеффриса в телесериале «Детектив Раш», где он снимался с самого первого эпизода с 2003 по 2010 год.

## Избранная фильмография
| Год  |   | Русское название              | Оригинальное название            | Роль                              |
| ---- | - | ----------------------------- | -------------------------------- | --------------------------------- |
| 1995 | ф | Американский президент        | The American President           | охранник                          |
| 1995 | ф | Бремя белого человека         | White Man's Burden               | арендодатель                      |
| 1995 | ф | Конго                         | Congo                            | Самахани                          |
| 1995 | ф | Аполлон-13                    | Apollo 13                        | Ордерли                           |
| 1995 | ф | Беспредел в средней школе     | High School High                 | Учитель                           |
| 1995 | ф | Беспредел в средней школе     | High School High                 | Учитель                           |
| 1996 | ф | День независимости            | Independence Day                 | 2-й техник SETI                   |
| 1996 | ф | Космический джем              | Space Jam                        | Джеймс Р. Джордан старший         |
| 1997 | ф | Сталь                         | Steel                            | сержант Маркус                    |
| 1997 | ф | Самолёт президента            | Air Force One                    | Вахтовый офицер ССО базы Рамштайн |
| 1998 | ф | Высшая лига 3                 | Major League: Back to the Minors | Попс Морган                       |
| 2001 | ф | Форсаж                        | The Fast and the Furious         | агент Билкинс                     |
| 2003 | ф | Двойной форсаж                | 2 Fast 2 Furious                 | агент Билкинс                     |
| 2013 | ф | Техасская резня бензопилой 3D | Texas Chainsaw 3D                | шериф Хупер                       |
| 2016 | ф | Мистер Чёрч                   | Mr. Church                       | Фрэнки Твиггс                     |